# Litorhina ectophaeus
Litorhina ectophaeus är en tvåvingeart som först beskrevs av Hesse 1956.  Litorhina ectophaeus ingår i släktet Litorhina och familjen svävflugor. Inga underarter finns listade i Catalogue of Life.